# 仁心解碼II

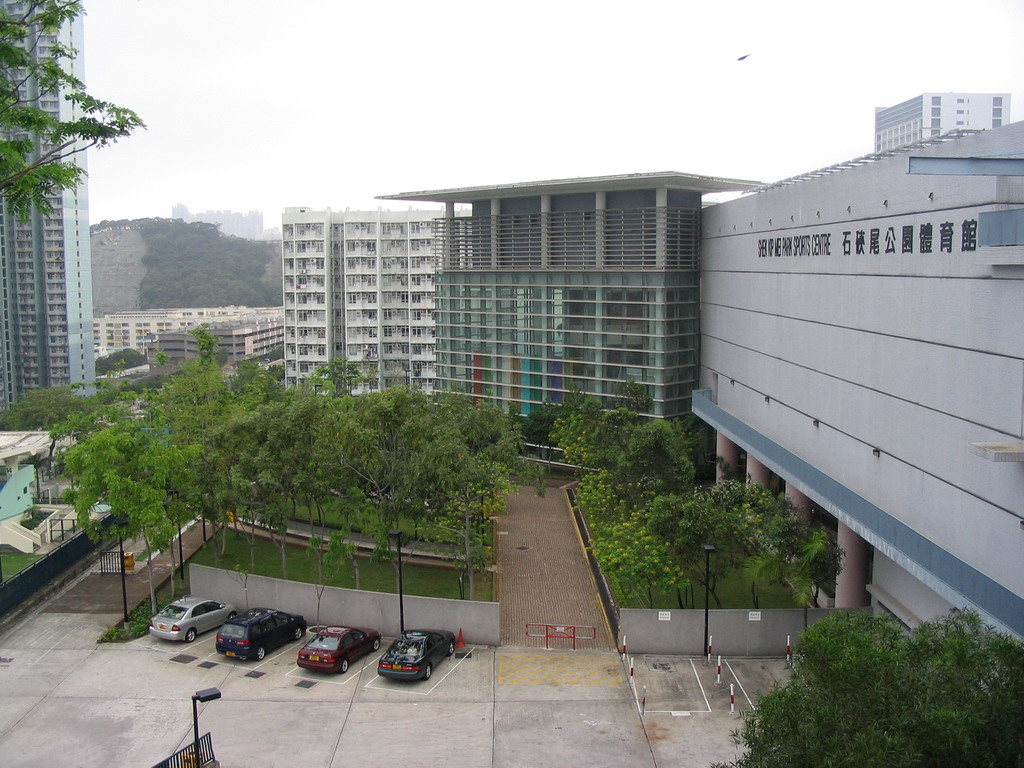
片中的「博安醫院」外景是取景於石硤尾公園體育館

《仁心解碼II》（英語：A Great Way To Care II）是香港電視廣播有限公司拍攝製作的時裝醫學懸疑查案電視劇，全劇共25集，監製羅永賢。是由方中信、楊怡、蒙嘉慧及黃智賢領銜主演，並由蕭正楠、陳茵媺、蔣志光及陳國邦聯合演出，并由徐子珊特别客串，監製羅永賢。此劇為仁心解码系列第二輯。
此劇相隔七年後於2020年5月16日至6月9日在翡翠台午夜時段重播。

## 演員表

### 博安醫院
| 演員           | 角色   | 暱稱／關係 |
| 張國強         | 羅永鏗 | Henry、老奸/院长，老总 前仁和医院精神科高級醫生 於第25集撤職 陳思家之表舅父 收買杜慧敏陷害高立仁 於第25集因受賄引致妨礙司法公正，最後被捕 參見仁心解码 |
| 陳欣淘         | -      | 鏗秘書 |
| 蔣志光         | 連志森 | Sam、老森 精神科私家醫生，於第25集成為院長 參見瑞愛精神醫療中心 |
| 魏焌皓（青年） | 高立仁 | 高醫生、大杏仁（潔心專用）、高人、大嫂 前仁和醫院精神科高級醫生 于第1集在仁和医院辞职 博安医院法醫精神科顧問醫生 高守義之幼子 高立本之弟 莫敏兒之夫 連志森、鍾國彬、林頌恩之好友 梁啟榮之上司兼好友 卓慧翹之同事，於第25集成為其夫 盧應奇、王世邦、陳思家、陸日勤、何年月之上司 徐潔心之初戀情人 羅永鏗之下屬兼天敵 參見仁心解码 |
| 方中信         | 高立仁 | 高醫生、大杏仁（潔心專用）、高人、大嫂 前仁和醫院精神科高級醫生 于第1集在仁和医院辞职 博安医院法醫精神科顧問醫生 高守義之幼子 高立本之弟 莫敏兒之夫 連志森、鍾國彬、林頌恩之好友 梁啟榮之上司兼好友 卓慧翹之同事，於第25集成為其夫 盧應奇、王世邦、陳思家、陸日勤、何年月之上司 徐潔心之初戀情人 羅永鏗之下屬兼天敵 參見仁心解码 |
| 蒙嘉慧         | 卓慧翹 | Lois、大佬 法醫精神科高級醫生→副顧問醫生 Franco之前女友 高立仁之同事，於第25集起为其第三任妻子，並誕下嬰兒 莫敏儿、锺国彬之好友 盧應奇、梁啟榮、王世邦、陳思家、陸日勤、何年月之上司 |
| 李成昌         | 盧應奇 | 奇哥 法醫精神科高級醫生 高立仁、卓慧翹、羅永鏗之下屬 |
| 蕭正楠         | 梁啟榮 | Jackson、哨牙仔、哨牙、唧榮 法醫精神科醫生 高立仁之下屬兼好友 王世邦、陸日勤之好友 卓慧翹之下屬 賴瑤珠之中学同学兼好友，於第19集起為男友，於第21集被发现一脚踏两船而分手，於第25集成為其夫 暗戀陳思家，於第14集起為男友，於第21集被发现一脚踏两船而分手 口頭禪「容許我粗鄙啲」                                                   |
| 梁烈唯         | 王世邦 | Edgar 精神科醫生 施傑文之孿生兄弟 梁啟榮、陸日勤、何年月之好友 高立仁、卓慧翹之下屬 暗戀杜慧敏 參見推墮谋杀案 口頭禪「Holy」 |
| 苟芸慧         | 陳思家 | Scarlett、思家 精神科醫生 羅永鏗之表外甥女 何年月之女友，後分手 梁啟榮之暗戀對象，後為女友，於第21集分手 高立仁、卓慧翹之下屬 |
| 李天翔         | 陸日勤 | Ken 精神科醫生 王世邦、梁啟榮之好友 高立仁、卓慧翹之下屬 賴瑤珠之男友，後分手 杜慧敏之男友，於第24集分手 |
| 陳國邦         | 何年月 | Sunny、年月 精神科見習醫生 陳思家之男友，後分手 高立仁、卓慧翹之下屬 王世邦之好友 於第6集出场 |
| 朱 璇          | 杜慧敏 | Katie 護士 王世邦之暗戀對象 陸日勤之女友，於第24集分手 被羅永鏗收買，陷害高立仁 |
| 鍾鈺精         | -      | 護士 |

### 重案組
| 演員   | 角色     | 暱稱／關係 |
| 黃智賢 | 鍾國彬   | 頭Sir、鍾Sir、阿頭、阿彬 高級督察 高立仁之好友 莫敏儿之前上司 林頌恩之上司，並其男友 於第23集因追逐林颂恩而被車撞至重傷昏迷 於第25集林頌恩自杀后甦醒 參見仁心解码                                          |
| 楊 怡  | 林頌恩   | Apple、大頭恩、阿恩、依琳 原名蔣依琳br，后悔改 毒品調查科卧底（第1-7集）→警署警長（第8-23集）→刑事紀錄科人員（第23集起） 鍾國彬之下屬兼女友 高立仁之好友 於第25集吞槍自殺身亡 參見孤儿院、林颂恩地狱之路案 |
| 歐瑞偉 | 謝振東   | 老鬼 警長 於鍾國彬昏迷時暫任主管（第23集起） |
| 趙樂賢 | 蔣偉文   | 炮仗 警員 |
| 霍建邦 | 李文杰   | 炸蜢 警員 |
| 陳一天 | 孫偉豪   | 黑仔 警員 |
| 李興華 | -        | CID 警員 |
| 章景恆 | 軍裝警員 | |
| 張明偉 | 軍裝警員 | |
| 葉婷芝 | 軍裝警員 | |
| 楊瑞麟 | 王Sir    | 有組織罪案及三合會調查科高級警員（第5-7集） 林頌恩（臥底時期）之上司 |
| 柯 嵐  | 探 員    | （第5、7集） |
| 李晉強 | 探 員    | （第7集） |
| 黃鍵麟 | 探 員    | （第7集） |
| 李澤鋒 | 探 員    | （第7集） |

### 孤儿院
- 于在早年前已被拆除，后于第25集解散。

| 演員           | 角色   | 暱稱／關係 |
| 劉 江          | 馬子安 | Father 林頌恩、曹啟超、周國威、施傑文養父 高立仁之人生導師 於第4集登场 於第25集去世 參見推墮谋杀案 |
| 趙永洪         | 曹啟超 | 大佬超 第 孤兒、律師 患有創傷後壓力心理障礙症（PTSD）、強迫症 林頌恩、周國威、施傑文之孤兒院友 于在16年前遭被麦院长性侵犯后，欲杀害其 于在16年前遭被施杰文识破，后用石頭砸死其，並将其埋屍於孤兒院內 於第8集登场 於第14集墮樓拒救身亡 參見推墮谋杀案 |
| 楊證樺         | 周國威 | 車房威、威仔 孤兒 與林頌恩、曹啟超、施傑文之孤兒院友 16年前，被麥院長性侵犯，目擊到曹啟超行兇 為還債而協助雷棠手下向林頌恩尋仇，之後良心發現報警把她救回 為曹啟超頂罪 於第8集登场 於第13集被曹啟超拋出牆外墮樓身亡 參見推墮谋杀案 |
| 冼愷晴（童年） | 林頌恩 | Apple、大頭恩、阿恩、依琳 原名'毒品調查科卧底（第1-7集）→警署警長（第8-23集）→刑事紀錄科人員（第23集起） 鍾國彬之下屬兼女友 高立仁之好友 患有解離性失憶症，后於第20集康復 于第2集正式登场，并当任妈妈生，实则是当任卧底警员 于第7集遭被雷棠手下枪伤，后于第8集康复并复职 于第19集被绑架、反绑双手、布條封嘴、放血，導致她在第21集起患上精神分裂，并开始踏上地狱之路 于第22集撞墙袭击郑佩茹（以她的视觉是误以为是其父蒋大军袭击郑佩茹），后还在病床掐住勃子恐吓说不要说出事实，于下集割喉杀害郑佩茹 于第22集由于因为被鍾國彬亲眼目睹看到自己在一个人说话，同时也无意间接让鍾國彬车祸中昏迷不醒 於第25集被卓慧翘点化，并自己意思到自己过错悬崖勒马，最终不想连累高立仁及卓慧翘等人在人家面前选择吞槍自殺身亡 口頭禪「頂」 參見重案组、林颂恩地狱之路案 |
| 莊錠欣（少年） | 林頌恩 | Apple、大頭恩、阿恩、依琳 原名'毒品調查科卧底（第1-7集）→警署警長（第8-23集）→刑事紀錄科人員（第23集起） 鍾國彬之下屬兼女友 高立仁之好友 患有解離性失憶症，后於第20集康復 于第2集正式登场，并当任妈妈生，实则是当任卧底警员 于第7集遭被雷棠手下枪伤，后于第8集康复并复职 于第19集被绑架、反绑双手、布條封嘴、放血，導致她在第21集起患上精神分裂，并开始踏上地狱之路 于第22集撞墙袭击郑佩茹（以她的视觉是误以为是其父蒋大军袭击郑佩茹），后还在病床掐住勃子恐吓说不要说出事实，于下集割喉杀害郑佩茹 于第22集由于因为被鍾國彬亲眼目睹看到自己在一个人说话，同时也无意间接让鍾國彬车祸中昏迷不醒 於第25集被卓慧翘点化，并自己意思到自己过错悬崖勒马，最终不想连累高立仁及卓慧翘等人在人家面前选择吞槍自殺身亡 口頭禪「頂」 參見重案组、林颂恩地狱之路案 |
| 沈愛琳（青年） | 林頌恩 | Apple、大頭恩、阿恩、依琳 原名'毒品調查科卧底（第1-7集）→警署警長（第8-23集）→刑事紀錄科人員（第23集起） 鍾國彬之下屬兼女友 高立仁之好友 患有解離性失憶症，后於第20集康復 于第2集正式登场，并当任妈妈生，实则是当任卧底警员 于第7集遭被雷棠手下枪伤，后于第8集康复并复职 于第19集被绑架、反绑双手、布條封嘴、放血，導致她在第21集起患上精神分裂，并开始踏上地狱之路 于第22集撞墙袭击郑佩茹（以她的视觉是误以为是其父蒋大军袭击郑佩茹），后还在病床掐住勃子恐吓说不要说出事实，于下集割喉杀害郑佩茹 于第22集由于因为被鍾國彬亲眼目睹看到自己在一个人说话，同时也无意间接让鍾國彬车祸中昏迷不醒 於第25集被卓慧翘点化，并自己意思到自己过错悬崖勒马，最终不想连累高立仁及卓慧翘等人在人家面前选择吞槍自殺身亡 口頭禪「頂」 參見重案组、林颂恩地狱之路案 |
| 楊 怡          | 林頌恩 | Apple、大頭恩、阿恩、依琳 原名'毒品調查科卧底（第1-7集）→警署警長（第8-23集）→刑事紀錄科人員（第23集起） 鍾國彬之下屬兼女友 高立仁之好友 患有解離性失憶症，后於第20集康復 于第2集正式登场，并当任妈妈生，实则是当任卧底警员 于第7集遭被雷棠手下枪伤，后于第8集康复并复职 于第19集被绑架、反绑双手、布條封嘴、放血，導致她在第21集起患上精神分裂，并开始踏上地狱之路 于第22集撞墙袭击郑佩茹（以她的视觉是误以为是其父蒋大军袭击郑佩茹），后还在病床掐住勃子恐吓说不要说出事实，于下集割喉杀害郑佩茹 于第22集由于因为被鍾國彬亲眼目睹看到自己在一个人说话，同时也无意间接让鍾國彬车祸中昏迷不醒 於第25集被卓慧翘点化，并自己意思到自己过错悬崖勒马，最终不想连累高立仁及卓慧翘等人在人家面前选择吞槍自殺身亡 口頭禪「頂」 參見重案组、林颂恩地狱之路案 |
|                | 施傑文 | 孤兒 王世邦之孿生兄弟 參見推墮谋杀案 |

### 瑞愛精神醫療中心
| 演員           | 角色   | 暱稱／關係 |
| 蔣志光         | 連志森 | Sam、老森 前仁和醫院精神科醫生 精神科私家醫生，於第25集成為博安醫院院長 章艷芳之子 何秀惠之夫 連曉彤、連曉輝之父 高立仁、李应春之好友 與唐嘉麗開設精神科診所 唐嘉麗之暗戀對象 參見仁心解码 |
| 李亞男         | 唐嘉麗 | Cara 临床心理學家 周卓生之妻，後離異 暗戀連志森 |
| 林健童（童年） | 賴瑤珠 | Jade、瀨尿珠 心理治疗师、临床心理学家、戏剧治療師、心理学硕士 曾患有乳癌，後痊愈 梁啟榮之中学同学兼好友，後為女友，於第25集成為其妻 賴瑤星之妹 陸日勤之女友，後分手                        |
| 陳茵媺         | 賴瑤珠 | Jade、瀨尿珠 心理治疗师、临床心理学家、戏剧治療師、心理学硕士 曾患有乳癌，後痊愈 梁啟榮之中学同学兼好友，後為女友，於第25集成為其妻 賴瑤星之妹 陸日勤之女友，後分手                        |
| 蔡慧欣         | 劉兆兒 | - |
| 朱婉儀         | 文曉晴 | - |
| 陳亭嘉         | Cindy  | - |

### 與案件有關的人物

#### 性侵案（第1集）
| 演員   | 角色     | 暱稱／關係 |
| 李家聲 | 黎繼鵬   | ' 電訊推銷員、精神病康復者 黎太之夫 瑤之繼父 性侵多名女中學生，後假扮精神分裂，企圖減輕罪責 於第1集被判罪名成立，監禁22年 |
| 溫裕紅 | 黎 太    | 黎繼鵬之妻 瑤之母 |
| 林秀怡 | 瑤       | 中學生 黎太之女 黎繼鵬之繼女 因被黎繼鵬性侵犯而導致反叛                                                                   |
| 石天欣 | 黃文慧   | 中學生 被黎繼鵬性侵 |
| 李興華 | 何 Sir   | 便衣警員（第1、20、24集）                                                                                                 |
| 鄭詠謙 | 見習醫生 | 「仁和醫院」見習醫生（第1集）                                                                                             |
| 關浩揚 | 見習醫生 | 「仁和醫院」見習醫生（第1集）                                                                                             |
| 鄧英敏 | 院 長    | 「仁和醫院」院長（第1集）                                                                                                 |
| 謝光耀 | 住 客    | （第1集） |
| 李偉健 | 搬運工人 | （第1集） |

#### 蓋亞教（第2－6集）
| 演員   | 角色                  | 暱稱／關係 |
| 羅樂林 | 朱學禮                | 朱教授、天公 《地球毀滅論》作者 患有精神分裂症，醫治七年後康復 蓋亞教教義始創者，之後欲消滅之 卓慧翹之大學哲學教授兼病人 于7年前因为错手烧死曾堯祖的父母，并康复之后打算让曾堯祖作为一个补偿，但被对方拒绝，并与其和好 |
| 高鈞賢 | 方世均                | 天蓋亞教教主 鍾國彬之死敵 曾與何美詩、沈淑宜發生關係 指示何美詩殺害蘇芮之 於第3集被朱學禮刺傷 於第6集險被何美詩刺杀，後被捕                                                                                            |
| 梁麗瑩 | 何美詩                | Macy、美詩'下执念 蓋亞教教徒 暗戀方世均，被其利用 曾與方世均發生關係 受方世均指示殺害蘇芮之 因發現方世均與教友沈淑宜有私情，而殺害沈淑宜，企图殺害方世均 於第6集被捕                                                   |
| 羅泳嫻 | 蘇芮之                | SoSo 舞女 於第2集因握有方世均騙人的證據而被何美詩勒死 |
| 周寶霖 | 沈淑宜                | 淑宜 陳立信之妻 高立仁、連志森之同學 蓋亞教教徒 方世均之情人 於第5集被何美詩刺杀身亡 |
| 何偉業 | 陳立信                | 立令 沈淑宜之夫 |
| 陳建文 | 冼偉民                | 方世均之執事 |
| 陳狄克 | 雷 棠                 | 黑社會老大 |
| 張颖康 | 盧 波                 | 雷棠之下屬 |
| 謝光耀 | -                     | 盧 波之下屬 |
| 吳業坤 | 曾堯祖                | 曾被朱學禮放火，導致燒傷 |
| 胡烱龍 | 陳星昌                | 社工 |
| 譚坤倫 | 社 工                 | |
| 蘇麗明 | 媽媽生                | |
| 曾 敏  | 莉 莉                 | 舞小姐 |
| 白 雲  | 小 姐                 | 舞小姐 |
| 胡中慧 | 小 姐                 | 舞小姐 |
| 王東泰 | 記 者                 | （第2、5、17－19、21集） |
| 司徒暉 | 男 人                 | （第2集） |
| 李 豪  | 陳俊冬                | John 連曉彤之男友（第3集） |
| 章宇昂 | 兒 子                 | （第3集） |
| 張振朗 | 男 人                 | 不小心触碰到連曉彤（第3集） |
| 陳婉婷 | 晶                    | （第3－6集） |
| 曾慧雲 | 嫦                    | |
| 江富強 | 陳志明                | Ming 精神病患者 盖亚教信徒 挾持杜慧敏（第4集） |
| 黃煦齡 | 財經分析員 新聞報導員 | （第4、20集） 配音：張頌欣 |
| 馬貫東 | 豪                    | （第5、7集） |
| 王致迪 | 超                    | （第5、7集） |
| 鄭家俊 | 輝                    | （第5、7集） |
| 沈可欣 | 陳秀娟                | 廖可發之妻 涉嫌毆打廖可發（第5－6集） |
| 張漢斌 | 廖可發                | 陳秀娟之夫 患甲狀腺功能亢進症（第5－6集） |

#### 宙斯之謎案（第6－9集）
| 演員                                                                                             | 角色   | 暱稱／關係 |
| 黃子恒                                                                                           | 司徒風 | 宙斯歐文華、司徒慧之私生子 曾被荷蘭養父母收養 趙穎琳之情夫，後分手 騷擾賴瑤珠 自稱患有多重人格 於第8集被梁玉鳳割喉杀害 |
| 韓馬利                                                                                           | 梁玉鳳 | 歐太<' 歐文華之妻 歐子軒之母 司徒慧之情敵 殺害司徒慧、司徒風、張少霞 於第9集承認殺人後被捕                             |
| 梁嘉琪\|記者 專採訪司徒風 用司徒風身世敲詐梁玉鳳 於第8集目击梁玉凤杀害司徒風，于同集被梁玉凤勒死 |        | |
| 李霖恩                                                                                           | 歐子軒 | 歐文華、梁玉鳳之子 找張大偉到瑞愛偷電腦病歷 被誤當殺司徒風、張少霞疑兇                                                 |
| 陈志健                                                                                           | 赖瑶星 | 赖瑶珠之兄 患有自闭症，被誤以為殺害司徒風                                                                              |
|                                                                                                  | 歐文華 | 梁玉鳳之夫 歐子軒、司徒風之父 司徒慧之情夫 於第9集病逝                                                                 |
| 陳嘉嘉                                                                                           | 司徒慧 | 歐文華之看護兼情婦 司徒風之母 梁玉鳳之情敵 於二十年前被梁玉鳳割喉杀害                                                  |
| 張國洪                                                                                           | 蔡錦標 | 患有MJD（第三型小腦脊髓運動失調症候群／馬查多-約瑟夫病） 於二十年前親眼目睹司徒慧屍體 童年由羅梓龍飾演                 |
| 林穎彤                                                                                           | 趙穎琳 | 豬扒 賴瑤珠之病人 司徒風之情婦，後分手                                                                                 |
| 方紹聰                                                                                           | 記 者  | 張少霞同事（第6、17－19、21、23集）                                                                                    |
| 曾海昌                                                                                           | 記 者  | 張少霞同事（第6、17集）                                                                                                |
| 白健恩                                                                                           | 周卓生 | Bryan 唐嘉麗之夫，後離異（第7、12集）                                                                                  |
| 陳勉良                                                                                           | 看 更  | 司徒風住家大厦看更（第8集）                                                                                            |
| 王德基                                                                                           | 法 醫  | （第8集） |
| 胡烱龍                                                                                           | 陳星昌 | （第9集） |

#### 推墮（第10－14集）
| 演員   | 角色       | 暱稱／關係 |
| 劉 江  | 馬子安     | Father 林頌恩、曹啟超、周國威、施傑文養父 高立仁之人生導師 于第12集為曹啟超頂罪 參見孤儿院 |
| 趙永洪 | 曹啟超     | 大佬超<b' 孤兒、律師 患有創傷後壓力心理障礙症（PTSD）、強迫症 林頌恩、周國威、施傑文之孤兒院友 杀害麥院長、施傑文、張展博、阮其正、姚德新、周國威 多次企图殺害程桂蘭，但意外殺害Franco 於第10集错手殺害Franco，同时杀害張展博及阮其正 於第11集将姚德新推下海而让其墮海身亡 於第13集杀害周國威导致其墮樓身亡 於第14集再次杀害程桂蘭不遂，最终因为良心发现而墮樓拒救身亡，留下一封遗书给锺国彬、高立仁、王世邦、馬子安及林頌恩坦承所有的罪行，并临死前真切反省 參見孤儿院 |
| 楊證樺 | 周國威     | 車房威、威仔 孤兒 與林頌恩、曹啟超、施傑文之孤兒院友 為曹啟超頂罪 於第13集被曹啟超拋出牆外墮樓身亡 參見孤儿院 |
| 蕭凱欣 | 程桂蘭     | '患有被迫害妄想症 差點被曹啟超殺死 |
|        | Franco     | 卓慧翹之前男友 於第10集為救程桂蘭而成為代罪羔羊被巨型招牌壓死 |
| 麥美恩 | Jennie     | Franco之妹（第10、19集） |
| 黃耀煌 | 張展博     | 被曹啟超推出馬路而車禍身亡 |
|        | 阮其正     | 孌童者 阮小燕之繼父，並性侵犯其繼女 於第10集被曹啟超推下山澗身亡 |
| 何俊軒 | 姚德新     | 與江美嫻於孤兒院相識 假意介紹對方擔任兼職模特兒而拍攝對方裸照，並強迫對方到夜總會賣淫 於第11集被曹啟超推下海而墮海身亡 |
|        | 麥院長     | '孌童者 孤兒院院長 十六年前因性侵犯曹啟超而被曹啟超推出窗外而墮樓身亡 |
|        | 施傑文     | 孤兒 王世邦之孿生兄弟 十六年前因為知道曹啟超殺死麥院長，要把這事情說出來，被曹啟超用石頭砸死，並被埋屍於孤兒院內 參見孤儿院 |
| 梁烈唯 | 王世邦     | Edgar 精神科醫生 施傑文之孿生兄弟 梁啟榮、陸日勤、何年月之好友 高立仁、卓慧翹之下屬 於第14集拯救曹啟超不遂，只能亲眼目暏看其墮樓身亡 參見博安醫院 |
| 邵卓堯 | 關 耀      | 流浪漢 患有強迫症 |
| 潘宗楊 | 司 機      | 撞死張展博 |
| 曾健明 | 報紙檔主   | |
| 白健恩 | 周卓生     | |
| 梁暐昕 | 阮小燕     | 阮其正之繼女，並被其性侵犯 |
| 劉蔚萱 | 江美嫻     | 未成年少女、孤兒、孤兒院義工 與姚德新於孤兒院相識，後被其欺騙 |
| 阮政峰 | 情 侶      | 目睹姚德新墮海 |
| 陳思齊 | May        | 曾喜歡鍾國彬 被誤會恐嚇林頌恩（第9－10集） |
| 梁詩詠 | 余曼婷     | 楊展康之妻 患假性懷孕（第9－10集） |
| 莫偉文 | 楊展康     | 婦科醫生 余曼婷之夫 患有躁狂症（第9－10集） |
| 李善恆 | May之男友  | （第10集） |
| 吳雲甫 | Oscar      | 賴瑤珠之前男友 Mable之男友（第14集） |
| 陳芷尤 | Mable      | Oscar之女友（第14集） |
| 蔡曜力 | 律 師      | 連志森之律師（第14集） |
| 葉家泓 | 糖水鋪老闆 | （第15集） |
| 樊亦敏 | 徐潔心     | 患有逆行性遗忘症（第15集） 高立仁之初戀情人 林紫妮之母 青年由趙希洛飾演 |
| 李君妍 | 林紫妮     | Rainbow 大學生（第14、15集） 徐潔心之女 |
| 陳榮峻 | 趙興泰     | 泰叔 患有精神病，後康復 曾持刀砍死人 於第15集拿𠝹刀企圖自殺，後獲救 |
| 黃長興 | 周 生      | 賴瑤珠之客戶（第14－15集） 周太之夫，後離異 有婚外情對象 |
| 梁政珏 | 周 太      | 賴瑤珠之客戶（第14－15集） 周生之妻，後離異 為挽救婚姻而整容上癮，甚至吸毒和裸跑 |

#### 軍刀疑雲（第15集－第20集）
| 演員           | 角色                  | 暱稱／關係 |
| 羅鈞滿         | 潘耀泉                | 本剧真心愛她，被其利用來謀財害命 廖廣志之鄰居 針對廖廣志 林頌恩、鍾國彬之死敵 一直被鄭佩茹唆擺而殺害郭誠凱、冼鳳英、郭家俊、吳漢業 於第18集被捕，後因證據不足獲釋 於第19集再度被捕，後再次獲釋 於第20集被警方擊斃                                                                 |
| 李綺雯         | 鄭佩茹                | '患有哮喘病 潘耀泉之女友（不是真心愛他，只當他是賺錢及殺人工具），並利用其謀財害命 林頌恩之死敵 殺害劉少芬、袁靜雯、女店員，一直唆擺潘耀泉令其殺害郭誠凱、冼鳳英、郭家俊、吳漢業 绑架兼割傷林頌恩 於第20集丟掉潘耀泉令其被警方擊斃，後被捕，後因證據不足獲釋 參見林頌恩地狱之路案 |
| 黃栢文         | 郭誠凱                | 冼鳳英之夫 郭倩瑩之父 沈偉雄之好友，後反目 於第15集被潘耀泉刺殺身亡 |
| 黃梓瑋         | 冼鳳英                | 郭誠凱之妻 郭倩瑩之母 於第15集被潘耀泉刺殺身亡 |
|                | 郭家俊                | 郭誠凱、冼鳳英之子 郭倩瑩之兄 於第15集被潘耀泉刺殺身亡 |
| 馮嘉雯         | 郭倩瑩                | 郭誠凱、冼鳳英之女 目睹郭誠凱、冼鳳英及郭家俊被殺害 |
|                | 吳漢業                | 咖啡店老闆 劉少芬之夫 於第16集被潘耀泉刺殺身亡 |
|                | 劉少芬                | 咖啡店老闆娘 吳漢業之妻 於第16集被鄭佩茹刺殺身亡 |
| 甄敏婷         | 袁靜雯                | Anna 於第18集被鄭佩茹搶劫兼用膠袋令其窒息身亡（第17-19集） |
| 曾建怡         | 女店員                | 於第20集被鄭佩茹刺殺身亡 |
| 黃煒溏         | 沈偉雄                | 患有精神分裂及順行性遺忘症 郭誠凱之好友，後反目 於第16集被捕 後被誤會為殺死郭誠凱、冼鳳英、郭家俊、吳漢業、劉少芬之兇手 |
| 李榮耀         | 侍 應                 | 咖啡店侍應 |
| 張智軒         | 廖廣志                | 貓哥 貨車司機（第17集） 潘耀泉鄰居兼針對對象 |
| 潘冠霖         | 接待員 職 員          | （第16-17集） （第22集） |
| 謝卓言         | -                     | 男護士 |
| 葉志華         | 手錶店主              | （第17集） |
| 謝靜婷         | 陳海                  | （第19集） |
| 黃煦齡         | 財經分析員 新聞報導員 | （第4、20集） 配音：張頌欣 |
| 雷碧娜（配音） | 嫲嫲                  | 潘耀泉嫲嫲（第20集） |
| 杜大偉         | 應徵者甲              | 博士兼行政總裁 應徵為卓慧翹捐精對象（第20集） |
| 許家傑         | 應徵者乙              | 飛機師 應徵為卓慧翹捐精對象（第20集） |

#### 名醫造假（第16集－第19集）
| 演員       | 角色 | 暱稱／關係                                                                            |
| 蔣志光     | 連志森 | Sam、老森 精神科私家醫生 於第19集與麥永佳反目 參見瑞愛精神醫療中心                    |
| 戴耀明     | 霍志健 | Kelvin 富家子 參見林頌恩地狱之路案                                                    |
| 李亞男     | 唐嘉麗 | Cara 心理學家 暗戀連志森 因醉酒駕駛而導致意外 於第19集到警署自首 參見瑞愛精神醫療中心 |
| Joe Junior | 精神科醫生（第15集起出現） 霍志健父親之好友 欣賞連志森，於第19集因遭連志森拒絕而與其反目 利用唐嘉麗交通意外證據威脅連志森替霍志健撰寫偽精神科報告，後下場不明 |                                                                                       |
| 裘卓能     | 岑律師 | 霍志健之代表律師                                                                      |
| 黃得生     | 曾慶聰 | 霍志健之助手                                                                          |
| 林芊妤     | - | 霍志健之女友                                                                          |
| 王東泰     | 記 者 | （第2、5、17－19、21集）                                                              |
| 方紹聰     | 記 者 | 張少霞同事（第6、17－19、21、23集）                                                   |
| 曾海昌     | 記 者 | 張少霞同事（第6、17集）                                                               |
| 陳欣淘     | - | 秘書                                                                                  |

#### 滅門真相（第15集－第20集）
| 演員   | 角色   | 暱稱／關係 |
| 楊 怡  | 林頌恩 | Apple、大頭恩、阿恩 原名蔣依琳'鍾國彬之下屬，並為其女友 童年陰影使她患有解離性失憶症，相關記憶於第20集完全恢復 參見重案組 |
| 李家鼎 | 蔣大軍 | '廿四年前持軍刀殺害汪卓賢、何美儀 已於半年前去世                                                                          |
| 鍾志光 | 汪卓賢 | 蔣大軍之表哥 何美儀之夫 汪曉恩之父 於廿四年前被蔣大軍殺害                                                                 |
| 劉桂芳 | 何美儀 | 汪卓賢之妻 汪曉恩之母 於廿四年前被蔣大軍殺害                                                                              |
| 馮樂兒 | 汪曉恩 | 汪卓賢、何美儀之女 於廿四年前被蔣大軍殺害 於警察檔案裡顯示為失蹤 其尸体于第25集被发现                                     |

#### 地下判官（第21集－第25集）
| 演員   | 角色         | 暱稱／關係 |
| 楊 怡  | 林頌恩       | Apple、大頭恩、阿恩 重案組警長 鍾國彬之下屬兼女友 高立仁之好友 地下判官 患有精神分裂 參見孤儿院                                                                     |
| 李家鼎 | 蔣大軍       | 'br>半年前在內地已去世 僅以在林颂恩精神分裂時的幻覺出現 |
| 戴耀明 | 霍志健       | Kelvin 富家子 迷姦范靄枝及數名女人並拍祼照及上網，並對她們進行威脅，但全部都能夠脫罪 於第21集被李貴祥狙擊 於第22集被林頌恩勒死                                      |
| 李綺雯 | 鄭佩茹       | '頭妹 患有哮喘病 於第22集被林頌恩撞墙襲擊，後還在病床被她掐住勃子恐嚇說不要說出事實 於第23集被林頌恩割喉杀害 參見两夫妻的軍刀疑雲事件                               |
| 鄭世豪 | 招瀚清       | 强奸、姦殺多名女性，后判無罪（第24集） 於第24集被林頌恩割喉及割掉子孫根殺害                                                                                         |
| 李啟傑 | 任保基       | 毒品行銷者第（第24-25集） 曾迫害年青人帶運毒品，其中之一陳亮生因拒絕而被扔下樓而死 在卡拉OK縱火案中替盧子俊頂罪 於第25集被林頌恩割喉殺害                            |
| 麥嘉倫 | 盧子俊       | 盧博紹之子（第25集） 主謀放火燒倫津卡拉OK，燒死一家三口，后指示任保基为其顶罪 因傷人而勾結羅永鏗作假精神報告 於第25集被林頌恩脅持，道出自己與羅永鏗的惡行，最後被捕 |
| 招石文 | 盧博紹       | 盧子俊之父（第25集） |
| 裘卓能 | 岑律師       | 霍志健之代表律師 |
| 黃得生 | 曾慶聰       | 霍志健之助手（第21-22集） |
| 林芊妤 | 莫青婷       | 霍志健之女友（第16、21-22集） 范靄枝之好友 |
| 王淑玲 | 范靄枝       | 莫青婷之好友（第21集） 被霍志健迷姦 |
| 潘曉彤 | 桑拿女職員   | 於第21集被霍志健輕薄兼企图强奸（第21-22集） |
| 劉天龍 | 譚 新        | 貴氣桑拿經理（第21集） |
| 何啟南 | 李貴祥       | 烏鼠祥 於第21集狙擊霍志健與殺警 於第25集被捕 |
| 張國強 | 羅永鏗       | '與盧子俊勾結 於第25集被林頌恩槍傷 參見博安醫院 |
| 蒙嘉慧 | 卓慧翹       | 被林頌恩指定交贖款，实际与林頌恩、高立仁串通通过此事协助林頌恩潜逃 把1億元贖款捐給兒童公益機構 參見博安醫院                                                         |
| 王東泰 | 記 者        | （第2、5、17－19、21集） |
| 方紹聰 | 記 者        | 張少霞同事（第6、17－19、21、23集） |
| 曾海昌 | 記 者        | 張少霞同事（第6、17集） |
| 孫慧雪 | 瑜珈職員     | （第21-23集） |
| 梁珈詠 | Sandy        | 卓慧翹之瑜珈同學 連志森之前病人（第21－22集） |
| 潘冠霖 | 接待員 職 員 | （第16-17集） （第22集） |
| 蔡康年 | 汽車經紀     | （第22集） |
| 吳香倫 | 區鳳蓮       | 憂鬱症康復者，後復發 因羅永鏗陷害高立仁令其誤診，導致急性腎衰竭（第23集）                                                                                           |
| 朱敏瀚 | 區鳳蓮之子   | （第23集） |
| 吳幸美 | 司 儀        | 鋼管舞大賽司儀 （第23集） |
| 姚浩政 | 黎醫生       | （第23、25集） |
| 頌 誼  | 售貨員       | 嬰兒產品售貨員（第23集） |
| 謝卓言 | -            | 男護士 |
| 容天佑 | 便衣警員     | （第24集） |
| 李興華 | -            | CID 警員 |
| 蔡淇俊 | 報導員       | 報導有關森林發現屍體案（第25集） |

### 其他演員
| 演員   | 角色          | 暱稱／關係 |
| 徐子珊 | 莫敏兒        | 高立仁之亡妻 鍾國彬之前下属 四個月前因車禍而逝世（客串） 有一段时间在高立仁回忆里出现 參見仁心解码 |
| 岳 華  | 高守義        | 義哥 前商場保安主任 退休警察 「南華五院」義工 高立本、高立仁之父 高力行、高可嵐之祖父 鄧婉嫻之家翁 趙玉芬之前男友，重遇後成好友 鍾國彬前上司兼契爺 于上辑第19集遭羅彪驾车撞傷，失去一隻腳 本剧无演出 參見仁心解码 |
| 黃浩然 | 李应春        | 上辑在第20集去新加坡搞生意 高立仁、连志森之好友 本剧无演出 参见仁心解码 |
| 陳芷菁 | 何秀惠        | 连志森之妻 连晓彤、连晓辉之母 现正身处于在加拿大跟晓辉一起 本剧无演出 参见仁心解码 |
| 何俊謙 | 连晓辉        | 连志森、何秀惠之子 连晓彤之弟 现正身处于在加拿大跟秀惠一起 本剧无演出 参見仁心解码 |
| 麥皓兒 | 連曉彤        | 連志森、何秀惠之女 连晓辉之姐 陳俊冬之女友 参見仁心解码 |
| 余子明 | 梁 七         | 七记牛腩麵店店主 梁啟榮之父 |
| 陳志健 | 賴瑤星        | 阿星 賴瑤珠之兄 患有自閉症 擁有超強記憶力 於第8集被誤以為殺害司徒風，於第9集被釋放 |
| 張慧雯 | 賴瑤星之女友  | 聾啞人士（第24集） |
| 李興華 | 何 Sir        | 便衣警員（第1、20、24集） |
| 王東泰 | 記 者         | （第2、5、17－19、21集） |
| 劉智衛 | 探 員/ 馮小蛋 | （第7集）/ 蒙面街頭歌手（第17-18、24集） |
| 潘冠霖 | 接待員 職 員  | （第16-17集） （第22集） |
| 阮毅雄 | 卓德輝        | 計程車司機 卓慧翹之父 |

## 收視
以下為本劇於無綫電視翡翠台、高清翡翠台之收視紀錄：
| 週次 | 集數  | 日期                   | 平均收視 | 最高收視 |
| 1    | 01-05 | 2013年3月18日－3月22日 | 26點     | 28點     |
| 2    | 06-10 | 2013年3月25日－3月29日 | 27點     | 31點     |
| 3    | 11-15 | 2013年4月1日－4月5日   | 28點     |          |
| 4    | 16-20 | 2013年4月8日－4月12日  | 27點     | 30點     |
| 5    | 21-25 | 2013年4月15日－4月19日 | 29點     | 31點     |

- 全劇平均27.5點

## 記事
- 2012年7月26日：此劇於12:30在將軍澳電視廣播城一廠灰位舉行造型記者會。[3]
- 2012年8月8日：此劇正式開始拍攝工作。
- 2012年8月14日：此劇於15:00在將軍澳電視廣播城十二廠舉行開鏡拜神。[4]
- 2012年10月24日：全劇殺青。
- 2013年3月14日：此劇於15:00在尖沙咀九龍香格里拉酒店「智解仁心密碼」。[5]
- 2013年3月24日：此劇於14:00在荃灣廣場一樓中庭「人心測試站」。[6]
- 2013年4月16日：此劇於14:30在將軍澳電視廣播城「終極解碼」。[7]

## 軼事
- 此劇是方中信與蒙嘉慧繼《烈火雄心II》、《爭分奪秒》 後第三度合作。而《爭分奪秒》的監製也是羅永賢。
- 此劇是蕭正楠與陳茵媺繼《法證先鋒III》、《天梯》和《大太監》後第四度合作。而《大太監》的監製也是羅永賢。
- 此劇是楊怡繼《宮心計》、中國大陸電視劇《后宫》後第三度飾演反派。
- 此劇是高钧贤繼《幕后大老爷》、《女拳》及《荃加福禄寿探案》後第四度飾演反派。
- 此劇是監製羅永賢、方中信與楊怡繼《建築有情天》後再度合作。
- 徐子珊原定參演此劇，後因檔期問題辭演。而徐子珊在此劇則以客串身份演出。
- 雖然此劇為《仁心解碼》的續集，但全劇只保留了高立仁（方中信）、連志森（蔣志光）、鍾國彬（黃智賢）、羅永鏗（張國強）及連曉彤（麥皓兒）。其餘有份參演兩劇的演員此劇均以新角色登場。
- 此劇是陳一天在無綫電視的告別作。

## 外部連結
- 《仁心解碼II》 GOTV 第1集重溫

## 電視節目的變遷
| 香港無綫電視翡翠台、高清翡翠台 星期一至五 21:30-22:30 時段                                                                                                | 香港無綫電視翡翠台、高清翡翠台 星期一至五 21:30-22:30 時段 | 香港無綫電視翡翠台、高清翡翠台 星期一至五 21:30-22:30 時段 |
| --- | ---------------------------------------------------------- | ---------------------------------------------------------- |
| | 仁心解碼II （2013.03.18 - 2013.04.19）                     |                                                            |
| 心路GPS （第15-18集） 星期一至四 （2013.03.11 - 2013.03.14） 心路GPS（大結局） （香港首播版第19集，原裝版第19-20集） 星期五 （2013.03.15）（20:30-22:30） | 金枝慾孽貳 （第1-14集） （2013.04.22 - 2013.05.09）        |                                                            |

| 香港 無綫電視翡翠台 星期一至五 23:50-00:55，星期六、日 23:55-00:55 · 5月22日 翌日00:15-01:05 · 5月23日 翌日00:05-01:05 | 香港 無綫電視翡翠台 星期一至五 23:50-00:55，星期六、日 23:55-00:55 · 5月22日 翌日00:15-01:05 · 5月23日 翌日00:05-01:05 | 香港 無綫電視翡翠台 星期一至五 23:50-00:55，星期六、日 23:55-00:55 · 5月22日 翌日00:15-01:05 · 5月23日 翌日00:05-01:05 |
| --- | --- | --- |
| | 仁心解碼II （2020年5月16日－2020年6月9日）                                                                             | |
| 仁心解碼 （2020年4月26日－2020年5月15日）                                                                              | 天涯俠醫 （2020年6月10日－2020年7月14日）                                                                              | |

| 馬來西亞 Astro On Demand劇集首映 21:30－22:15 時段 | 馬來西亞 Astro On Demand劇集首映 21:30－22:15 時段 | 馬來西亞 Astro On Demand劇集首映 21:30－22:15 時段 |
| -------------------------------------------------- | -------------------------------------------------- | -------------------------------------------------- |
|                                                    | 仁心解碼II （2013.03.18－2013.04.19）              |                                                    |
| 心路GPS （2013.02.18－2013.03.15）                 | 金枝慾孽貳 （2013.04.22－2013.05.31）              |                                                    |

| 澳洲 TVBJ 20:15－21:15 時段        | 澳洲 TVBJ 20:15－21:15 時段           | 澳洲 TVBJ 20:15－21:15 時段 |
| ---------------------------------- | ------------------------------------- | --------------------------- |
|                                    | 仁心解碼II （2013.03.19－2013.04.22） |                             |
| 心路GPS （2013.02.18－2013.03.18） | 金枝慾孽貳 （2013.04.23－2013.06.03） |                             |

| 美國 翡翠1台 17:20-18:30 時段 (西岸時間) | 美國 翡翠1台 17:20-18:30 時段 (西岸時間) | 美國 翡翠1台 17:20-18:30 時段 (西岸時間) |
| ---------------------------------------- | ---------------------------------------- | ---------------------------------------- |
|                                          | 仁心解碼II （2013.03.18－2013.04.19）    |                                          |
| 心路GPS （2013.02.18－2013.03.15）       | 金枝慾孽貳 （2013.04.22－2013.05.31）    |                                          |

| 台灣 TVBS歡樂台 星期一至五 20:00-21:00     | 台灣 TVBS歡樂台 星期一至五 20:00-21:00 | 台灣 TVBS歡樂台 星期一至五 20:00-21:00 |
| ------------------------------------------ | -------------------------------------- | -------------------------------------- |
|                                            | 仁心解碼II （2013.05.07 - 2013.06.10） |                                        |
| 姐姐立正向前走 （2013.03.26 - 2013.05.06） | 法網狙擊 （2013.06.11 - 2013.07.16)    |                                        |

| 星和娱家戏剧台 劇集首映 星期一至五 21:00—22:00 時段 | 星和娱家戏剧台 劇集首映 星期一至五 21:00—22:00 時段  | 星和娱家戏剧台 劇集首映 星期一至五 21:00—22:00 時段 |
| --------------------------------------------------- | ---------------------------------------------------- | --------------------------------------------------- |
|                                                     | 仁心解碼II （2013.06.24 — 2013.07.26） NC16 成人题材 |                                                     |
| 法網狙擊 （2013.05.17 — 2013.06.21）                | 金枝慾孽貳 （2013.07.29 — 2013.09.06）               |                                                     |

| 新时代电视 星期一至五20:05-21:00时段 | 新时代电视 星期一至五20:05-21:00时段  | 新时代电视 星期一至五20:05-21:00时段 |
| ------------------------------------ | ------------------------------------- | ------------------------------------ |
|                                      | 仁心解碼II （2014.03.26－2014.04.29） |                                      |
| 心路GPS （2014.02.26 - 2014.03.25）  | 金枝慾孽貳 （2014.04.30 —）           |                                      |

| 中国 广东广播电视台珠江频道 星期一至五 14:25电视剧时段 | 中国 广东广播电视台珠江频道 星期一至五 14:25电视剧时段 | 中国 广东广播电视台珠江频道 星期一至五 14:25电视剧时段 |
| ------------------------------------------------------ | ------------------------------------------------------ | ------------------------------------------------------ |
|                                                        | 仁心解碼II （2014.09.01 － ）                          |                                                        |
| 神雕侠侣 （2014.08.18 - 2014.09.01）                   | 未定                                                   |                                                        |

| 馬來西亞 八度空間 星期一至五 19:00-20:00 | 馬來西亞 八度空間 星期一至五 19:00-20:00 | 馬來西亞 八度空間 星期一至五 19:00-20:00 |
| ---------------------------------------- | ---------------------------------------- | ---------------------------------------- |
|                                          | 仁心解碼II （2015.03.12 － 2015.04.15）  |                                          |
| 造王者 （2015.01.28 - 2015.03.11）       | 好心作怪 （2015.04.16 - 2015.05.27）     |                                          |

| 香港、 马来西亚、 新加坡 TVB星河频道 好戏连环看时段 · 星期一至五 21:30 - 23:30（两集连播） · 9月2日 21:35-23:30 · 8月31日仅播映一集 | 香港、 马来西亚、 新加坡 TVB星河频道 好戏连环看时段 · 星期一至五 21:30 - 23:30（两集连播） · 9月2日 21:35-23:30 · 8月31日仅播映一集 | 香港、 马来西亚、 新加坡 TVB星河频道 好戏连环看时段 · 星期一至五 21:30 - 23:30（两集连播） · 9月2日 21:35-23:30 · 8月31日仅播映一集 |
| --- | --- | --- |
| | 仁心解码II （2022年8月31日 - 2022年9月16日）                                                                                        | |
| 仁心解码 （2022年8月17日 - 2022年8月31日）                                                                                          | 法证先锋 （2022年9月19日 - 2022年10月5日）                                                                                          | |